# Hekurudha Shqiptare

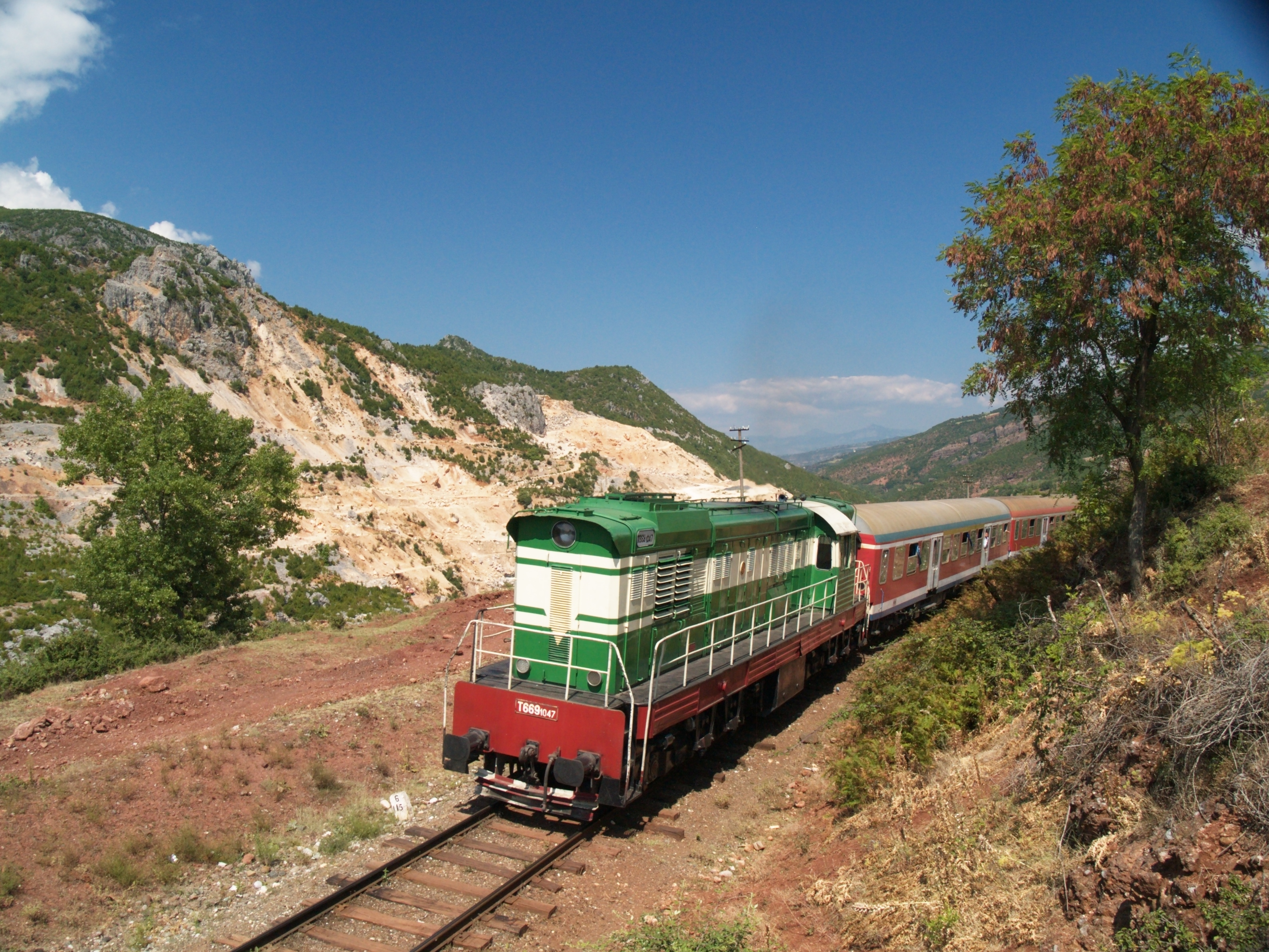
Locomotive HSH.

Hekurudha Shqiptare (HSH) est le nom de l'opérateur ferroviaire nationale albanaise.